# Jane Brigode
Jane Brigode, född 1870, död 1952, var en belgisk rösträttsaktivist, feminist och politiker. Hon delade partiledarskapet för det liberala partiet 1940-1945.